# Бихів (річка)
Би́хів — річка в Полтавській області, ліва притока річки Грунь (Грунь-Черкесу).